# بازگشت روح
بازگشت روح به بدن در زمان خواب و هنگام رؤیا دیدن بر خلاف نظریه‌هایی که محققان دارند بر اینکه در کسری از ثانیه اتفاق می‌افتد، میان ۲ تا ۳ ثانیه می‌باشد.

## موارد بازگشت روح به ادعای کتاب سفر روح
در این کتاب آمده روانشناسان نوین موارد بسیار متعددی از بازگشت روح پس از مرگ به زندگی را ثبت کرده‌اند که برخی از آن‌ها از این قرار است:
- دکتر استیونسون بیش از ۲٬۰۰۰ مورد کودکانی را که زندگی‌های گذشتهٔ خود را به خاطر می‌آورده‌اند ثبت کرده است. این کودکان گاهی به زبان دیگری صحبت می‌کرده‌اند که پدر و مادر آن‌ها اصلاً نمی‌شناخته‌اند یا آنکه از گنج یا چیزهای مخفی خبر داده‌اند که هیچگاه از آن خبر نداشته‌اند.[۱]
- دکتر مایکل نیوتن همچنین در کتاب خود سفر روح به شواهدی برخورده است که خلاصهٔ برخی از آن‌ها از این قرار است:

۱. بازگشت به جسم و انتخاب اختیاری زندگی زمینی.
۲. کلاس رفتن و امکان رشد در برزخ
۳. نتیجهٔ اعمال زشت در زندگی‌های بعدی و در برزخ
۴. طبقه‌بندی شش‌گانهٔ ارواح
۵. بازنگری کتاب‌های زندگی در برزخ
۶. امکان خلق به اذن الهی برای ارواح رشد یافته
۷. دکتر برایان ال وایس همچنین در کتاب خود استادان بسیار زندگی‌های بسیار مدعی است:
۸. برخی از مطالب مربوط به بازگشت روح در زمان مسیحیت اولیه از اناجیل رسمی حذف شده‌اند
۹. در صورتی که دیونی داشته باشید در زندگی بعدی باید آن را بپردازید.
۱۰. شناختن افرادی که در زندگی‌های پیشین شما بودند. صفحهٔ ۴۰–۵۶

## بازگشت روح در یهودیت
بازگشت روح در آئین عرفانی یهود، کابالا، کاملاً به رسمیت شناخته شده است. همچنین در حال حاضر یهودیان رسماً تا سه‌بار بازگشت روح را امکان‌پذیر می‌دانند.

## بازگشت روح در مسحیت
مسیحیان اولیه به بازگشت روح اعتقاد داشته‌اند و در اناجیل اولیه این اعتقاد کاملاً منتشر شده بوده است، ولی بعداً این موارد از اناجیل حذف گردید و تنها رد پای کمی از آن به جای مانده است. مانند بازگشت روح الیاس در کالبد یحیی و بازگشت روح ملکصدق در کالبد عیسی. همچنین در اناجیل گنوسی هنوز این اعتقاد موجود است و در اناجیل کشف شده در نجع حمادی نیز مفصلاً به آن اشاره شده است.

## بازگشت روح در اسلام
شیعیان به دلیل باور به رجعت و کرّت؛ در واقع به بازگشت روح تا اندازه‌ای باور دارند.
اما رجعت با آنچه در کتاب سفر روح آمده متفاوت است.
در کتاب مایکل نیوتن بحث از تناسخ است که در مقدمهٔ کتاب (۱۳۸۴) ناشر در پیش گفتار آن را از نظر اسلامی مردود دانسته است.
به نظر می‌رسد بعضی از دیدگاه‌های مؤلف بر مدیوم‌ها مؤثر بوده است.